# Louis Faurer
 (août 2025).
Si vous disposez d'ouvrages ou d'articles de référence ou si vous connaissez des sites web de qualité traitant du thème abordé ici, merci de compléter l'article en donnant les références utiles à sa vérifiabilité et en les liant à la section « Notes et références ».
Pour les articles homonymes, voir Faurer.
Louis Faurer (né le 28 août 1916 à Philadelphie, États-Unis - mort le 2 mars 2001  à New York) est un photographe américain qui se rendit célèbre dans les années 1940 et années 1950, par ses photographies prises sur le vif dans les rues, ainsi que par ses photographies de mode.
Il reste cependant peu connu du grand public malgré la reconnaissance de certains de ses contemporains, parmi eux Robert Frank, William Eggleston, et Edward Steichen qui a intégré son travail aux expositions « In and Out of Focus » (1948) et « The Family of Man » (1955).

## Biographie
Louis Faurer est indiscutablement l'un des principaux représentants de la photographie américaine de l'après-guerre. Il cherchait ses sujets dans la banalité de la vie quotidienne, et a beaucoup photographié les gens dans les rues de Philadelphie et de New York. Il aimait en particulier travailler à Times Square, un quartier de New York toujours en mouvement, point névralgique des activités de divertissement de la grande métropole, avec ses nombreux cinémas, théâtres et restaurants.
Il grandit à Philadelphie et montre très tôt ses aptitudes pour l'illustration. Il achète son premier appareil photo en 1937. Après quelques jobs comme technicien photographe, Faurer fait son chemin jusqu'à Manhattan et dans le monde de la photographie de la mode. Il se fait rapidement des contacts qui lui seront utiles : Robert Frank, avec qui il partage un laboratoire et studio photographiques, et rapidement également une amitié ; Walker Evans qu'il a longtemps admiré et qui le présente à Alexander Liberman de Vogue. Faurer photographie pendant plus de vingt ans pour des magazines tels que Junior Bazaar, Harper's Bazaar, Vogue, Look, Life, Mademoiselle et Glamour. Ne supportant plus les contraintes de son travail à Life, il en démissionne au début des années 1950. La plupart des tirages et négatifs de ses travaux de mode ont probablement été jetés, car Faurer les stockait chez un ami et au départ de celui-ci a omis de les réclamer.

## Expositions

### Expositions personnelles
- Fondation Henri Cartier-Bresson, du 9 septembre au 18 décembre 2016[2].

### Expositions collectives
- The New-York school show – Les photographes de l'École de New York 1935-1965, du 7 octobre 2020 au 10 janvier 2021, Pavillon populaire, Montpellier

## Sources
- (de) Cet article est partiellement ou en totalité issu de l’article de Wikipédia en allemand intitulé « Louis Faurer » (voir la liste des auteurs).

- (en) Cet article est partiellement ou en totalité issu de l’article de Wikipédia en anglais intitulé « Louis Faurer » (voir la liste des auteurs).